# Thomas Hales
Thomas Callister Hales (San Antonio, 4 de junho de 1958) é um matemático estadunidense.